# Reimpressió
Una reimpressió és una nova impressió d'exemplars d'un llibre, al si d'una edició ja existent i sense modificar-la, de manera que els exemplars de la reimpressió són en tot idèntics als de la impressió anterior, amb l'única excepció de la menció de reimpressió. Una reimpressió, doncs, no constitueix edició nova, sinó que és una de les tantes impressions de què pot constar el tiratge total d'una mateixa edició.
El número de reimpressió acostuma de figurar al verso de la portada, tot acompanyant el número d'edició.
En mercats com el francòfon i l'anglòfon es tendeix a distingir clarament les reimpressions de les edicions. A l'Estat espanyol, en canvi, moltes editorials (incloent-ne moltes de llengua catalana) designen les meres reimpressions com a "edicions", abusivament; i així hi és habitual, en cas d'èxits de llibreria, que n'apareguin quatre o cinc presumptes "edicions" absolutament idèntiques entre si en l'espai d'uns pocs mesos; en realitat es tracta de reimpressions, és clar.
El mot reimpressió és precís des del punt de vista analític, però tendeix a resultar confusionari emprat amb criteri ordinal: per exemple, la "cinquena reimpressió" dins una edició en constitueix, lògicament, la sisena impressió, en termes absoluts. Per aquest motiu, a la portada i/o a la pàgina de crèdits és més pràctic usar el mot "impressió"; d'aquesta manera, i reprenent l'exemple, hi imprimiríem "sisena impressió" i evitaríem de descomptar-nos.